# ماپلتون (داکوتای شمالی)
ماپلتون(به انگلیسی: Mapleton) شهری در ایالت داکوتای شمالی کشور ایالات متحده آمریکا است که جمعیت آن در سرشماری سال ۲۰۱۰ میلادی، ۷۶۲ نفر بوده‌است.